# Sibrita
Sibrita (en griego, Σύβριτα) es el nombre de una antigua ciudad griega de Creta.

## Ubicación
Sus restos se localizan en torno a una colina llamada Céfala, cerca de la actual Thronos. En la acrópolis del monte Céfala se han hallado restos desde el siglo XII a. C., pasando por la Edad oscura hasta la época arcaica inicial, así como de la época romana. Parece ser que la ausencia de restos de los periodos arcaico tardío, clásico y helenístico en la colina se debe a que la ciudad fue trasladada al área circundante. Su puerto se hallaba en el golfo de Mesara, junto a la desembocadura de un río, en el lugar donde está situada la localidad actual de Hagia Galini.